# Jean-Paul Gaidoz
Jean-Paul Gaidoz est un footballeur français né le 24 août 1942 à Warmeriville (Marne). Cet avant-centre formé au Stade de Reims, a évolué ensuite au Valenciennes FC, AU Angers SCO et l'AS Cannes.
photo archive stade de Reims : https://archivesreimsfootball.fr/personnalites/gaidoz-jean-paul

## Carrière de joueur
- 1963-1967 : Stade de Reims
- 1967-1970 : US Valenciennes Anzin
- 1970-1973 : SCO Angers
- 1973-1977 : AS Cannes

## Palmarès
- Champion de France D2 en 1966 (avec le Stade de Reims)
- Challenge des champions 1966 (avec le Stade de Reims)[2].